# Defekty sieci krystalicznej

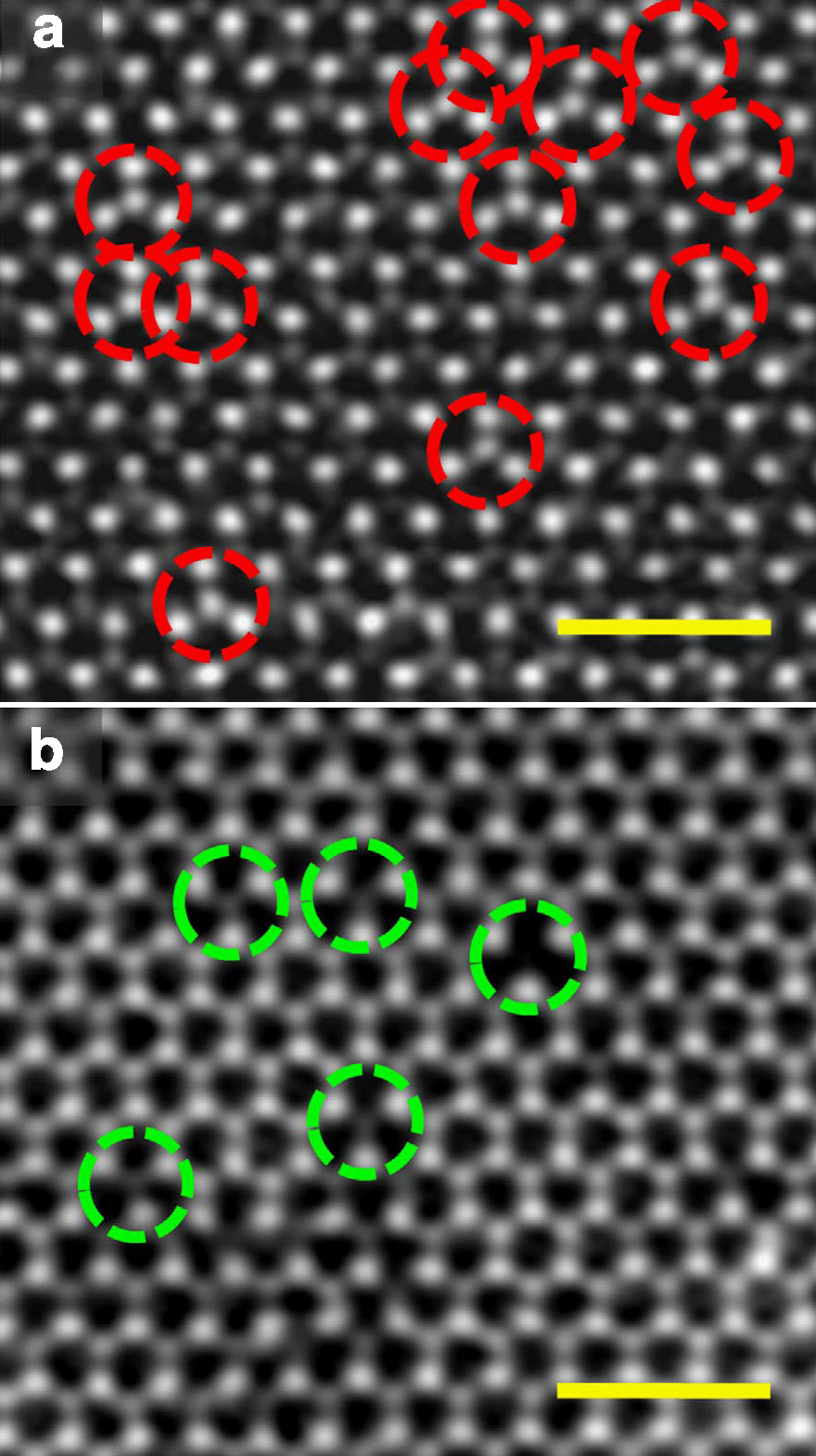
Zdjęcie z mikroskopu elektronowego defektu (a, Mo zamieniony na S) i luki (b, brakujące atomy S) w monowarstwie disiarczku molibdenu. Skala odcinka: 1 nm.

Defekty sieci krystalicznej, defekty struktury krystalicznej – niedoskonałości kryształów polegające na punktowym lub warstwowym zerwaniu regularności ich sieci przestrzennej. Defekty występują praktycznie we wszystkich rzeczywistych kryształach, gdyż wynikają z natury procesu krystalizacji. Najczęściej stosowany jest podział defektów wg charakteru ich wymiaru:
- punktowe
- liniowe
- powierzchniowe
- warstwowe (objętościowe)

## Defekty punktowe
- wakanse, luki – wolne miejsca w sieci krystalicznej
- wyjście atomu na powierzchnie kryształu
- atomy międzywęzłowe opuszczające węzły, na przykład wskutek drgań cieplnych

## Defekty liniowe (dyslokacje)
- krawędziowe – poprzez wprowadzenie dodatkowej płaszczyzny między nieco rozsunięte płaszczyzny sieciowe (miarą dyslokacji jest wektor Burgersa, wyznaczony poprzez kontur Burgersa i prostopadły do linii dyslokacji krawędziowej)
- śrubowe – powstają w wyniku przesunięcia płaszczyzn atomowych (wektor Burgersa równoległy do linii dyslokacji śrubowej)
- mieszane – śrubowa i krawędziowa występujące w strukturach rzeczywistych

## Defekty powierzchniowe
- granice ziaren – wąska strefa materiału, w której atomy są ułożone w sposób chaotyczny. Gdy kąt między dwoma sąsiednimi kierunkami krystalograficznymi jest większy od 15°, to granicę nazywa się szerokokątową, a jeśli mniejszy – wąskokątową.
- granice międzyfazowe
  - koherentne – atomy granicy międzyfazowej są wspólne dla obu faz,
  - półkoherentne – część atomów granicy międzyfazowej jest wspólna dla obu faz,
  - niekoherentne – atomy granicy są w pozycjach znacznie przesuniętych względem pozycji odpowiadających węzłom sieci graniczących faz; w przypadku stopów metali występuje wtedy największe umocnienie metalu,
- błąd ułożenia – wskutek dyslokacji krawędziowej (istnieje energia błędu ułożenia)

## Defekty warstwowe
- uskoki sieci krystalicznej
- nakładanie się dwóch sieci na siebie
- rozwarstwienie.

## Doskonałość kryształu
Miarą doskonałości kryształu jest jego stopień zdefektowania mierzony liczbą defektów w stosunku do teoretycznej liczby atomów, jaką powinna zawierać sieć. Zazwyczaj zdefektowanie sieci rośnie wraz ze wzrostem temperatury. Defekty sieci krystalicznej odpowiadają za różne właściwości kryształów, między innymi półprzewodnictwo typu n lub p, barwę, luminescencję.